# قلعة ريان (حجة)

تعديل مصدري - تعديل

قلعة ريان هي إحدى قرى عزلة بني علي بمديرية حجة التابعة لمحافظة حجة، بلغ تعداد سكانها 358 نسمة حسب تعداد اليمن لعام 2004.